# Rory O'Connor (republicano irlandés)
Rory O'Connor (en irlandés: Ruairí Ó Conchubhair ; 28 de noviembre de 1883 - 8 de diciembre de 1922) fue un revolucionario republicano irlandés. Es destacada su participación en la guerra civil irlandesa (1922–23) y las circunstancias de su ejecución.

## Contexto
O'Connor nació en Dublín el 28 de noviembre de 1883, en Kildare Street, Dublín, y asistió al St Mary's College, Dublín y luego a Clongowes Wood College, una escuela pública dirigida por la orden de los jesuitas y a la que también asistieron James Joyce, y su amigo Kevin O'Higgins, que sería el firmante de su sentencia de muerte .
En 1910, O'Connor obtuvo su Licenciatura en Ingeniería y Artes en la University College Dublin, entonces Universidad Nacional. Comenzó a trabajar como ingeniero ferroviario en Irlanda, tras lo que se mudó a Canadá, donde estuvo empleado en el Canadian Pacific Railway y Canadian Northern Railway, siendo responsable de la construcción de 1500 millas (2414,0 km) de ferrocarril. Regresó a Irlanda en 1915 a petición de Joseph Plunkett y trabajó para Dublin Corporation como ingeniero civil. Se unió a la Antigua Orden de los Hibernios, y participó en el Levantamiento de Pascua en 1916 como oficial de inteligencia. Fue herido por un francotirador durante un reconocimiento en el Colegio de Cirujanos.

## La guerra de independencia
Durante la posterior Guerra de Independencia de Irlanda entre 1919 y 1921 actuó como Jefe de Ingeniería del Ejército Republicano Irlandés (IRA), una organización militar heredera de los Voluntarios Irlandeses. Sus conocimientos fueron esenciales para el desarrollo del 5.º Batallón de la Brigada de Dublín. A sus hombres se les prohibió el servicio de primera línea ya que su contribución se consideraba vital, y eran muy pocos. Pero las unidades solo crecían a base de las aportaciones locales, lo que disgustó al general Richard Mulcahy.
O'Connor participó en la fuga republicana de la prisión de Strangeways en Mánchester, Inglaterra, el 25 de octubre de 1919. Michael Collins intervino directamente en la huida y llegó a visitar a Austin Stack en la prisión con nombre falso para finalizar los preparativo. Los hombres del IRA detuvieron el tráfico mientras apoyaban una escalera contra el exterior de la prisión. En total, seis presos conseguirían fugarse, de los que Piaras Beaslaí, volvería a ser detenido.

## Hacia la Guerra Civil
O'Connor se negó a aceptar el Tratado angloirlandés de 1921, que establecía la creación del Estado Libre Irlandés y que fue ratificado por un estrecho margen en el Dáil, y que significaba la segregación de los seis condados de Irlanda del Norte, aboliendo la República de Irlanda declarada en 1916 y 1919, que O'Connor y sus camaradas habían jurado defender. Oh, debemos trabajarlo con todo su valor. Si pudiera conseguir suficientes que me apoyaran, me opondría de todo corazón, O'Connor le dijo a un compañero del IRA, Liam Archer.
El 26 de marzo de 1922, varios oficiales anti-tratado del IRA ser reunieron en Dublín para rechazar el Tratado y repudiar la autoridad del Dáil, el Parlamento irlandés, pero se mostraron dispuestos a dialogar. La Convención se reunió de nuevo el 9 de abril para ratificar una nueva constitución del ejército y crear un nuevo Estado Mayor. Cuando un periodista preguntó si esto significaba que estaban proponiendo una 'dictadura militar' en Irlanda, O'Connor respondió: "Puede tomarlo de esa manera si lo desea"."
El 14 de abril de 1922 O'Connor, con otros 200 hombres del IRA Antitratado, ocupó el edificio de Four Courts en el centro de Dublín, desafiando al Gobierno Provisional . Su intención era provocar a las tropas británicas que aún permanecían en suelo irlandés para reiniciar la guerra con Gran Bretaña y volver a unir al IRA contra su enemigo común. Ocuparon también otros edificios más pequeños considerados como asociados con la anterior administración británica, pero el centro de las operaciones siguió siendo Four Courts. El 15 de junio, O'Connor envió hombres a recoger los rifles que pertenecían a los amotinados de la Guardia Cívica .
Michael Collins intentó desesperadamente convencer a O'Connor y sus hombres de que abandonaran el edificio durante los siguientes tres meses. En la Tercera Convención del IRA, el ejecutivo se dividió acerca de si el gobierno irlandés debería exigir la retirada de tropas británicas en 72 horas. La moción fue rechazada, pero el IRA se dividió en dos facciones opuestas al gobierno, una conciliadora, liderada por Liam Lynch, Sean Moylan y Liam Deasy, y otra menos moderada, liderada por Tom Barry y Joe McKelvey .
El 22 de junio de 1922 Sir Henry Wilson fue asesinado en Londres por dos hombres del IRA, ambos ex soldados británicos, Reginald Dunne y Joseph O'Sullivan . Algunos consideran que esto se hizo por orden de Michael Collins, amigo cercano de Dunne en el IRB de Londres.  Lloyd George escribió una airada carta a Collins en la que decía que ... menos aún se puede permitir al señor Rory O'Connor mantener a sus seguidores y su arsenal en abierta rebelión en el corazón de Dublín ... organizando y enviando desde este centro misiones de de asesinato no solo en el territorio de su Gobierno. . .
El 28 de junio de 1922, después de que la guarnición de Four Courts secuestrara a Ginger O'Connell, general del Ejército del Estado Libre, Collins comenzó a bombardear las Cuatro Cortes con artillería británica. Los soldados británicos aún en Irlanda y expertos en el uso de sus cañones ayudaron a bombardear Four Courts. O'Connor y 130 hombres se rindieron el 30 de junio y fueron arrestados y encarcelados en Mountjoy. Este incidente desató la guerra civil irlandesa al estallar en todo el país los enfrentamientos entre facciones pro y anti-tratado.

### Ejecución
El 8 de diciembre de 1922, junto con tres otros republicanos Liam Mellows, Richard Barrett y Joe McKelvey capturados tras la caída de Four Courts, Rory O'Connor fue fusilado en represalia por el asesinato del parlamentario pro-tratado Sean Hales. La sentencia de muerte fue firmada por Kevin O'Higgins. O'Connor había sido su padrino de boda el 27 de octubre de 1921. La muerte de O'Connor permanece como símbolo de la amargura y división de la guerra civil del IRA. O'Connor, uno de 77 republicanos ejecutado por el gobierno del Cumann na nGaedheal del Estado Libre irlandés, es visto como mártir del movimiento Republicano en Irlanda.

## Conmemoración
"Rory O'Connor Place" en Arklow lleva su nombre en su honor. También hay un pub en Crumlin, Dublín que lleva su nombre, y una calle residencial en Dean's Grange, Dún Laoghaire (Condado de Dublín), llamada "Rory O'Connor Park".
Tras su ejecución, el jinete Joan de Sales La Terriere, amigo cercano de O'Connor, bautizó a su hijo en su honor.
Un Sinn Féin cumann ( UCD ) lleva su nombre.